# Тассуат (Нуринський район)
Тассуа́т (каз. Тассуат) — село у складі Нуринського району Карагандинської області Казахстану. Адміністративний центр та єдиний населений пункт Індустріального сільського округу.
Населення — 696 осіб (2021; 1032 у 2009, 1164 у 1999, 1189 у 1989).
Національний склад станом на 1989 рік:
- росіяни — 41 %;
- українці — 28 %.